# 1961-es magyar asztalitenisz-bajnokság
Az 1961-es magyar asztalitenisz-bajnokság a negyvennegyedik magyar bajnokság volt. A bajnokságot február 17. és 19. között rendezték meg Budapesten, a Nemzeti Sportcsarnokban.

## Eredmények
| Versenyszám  | Arany                                                                  | Arany | Ezüst                                                           | Ezüst | Bronz | Bronz |
| ------------ | ---------------------------------------------------------------------- | ----- | --------------------------------------------------------------- | ----- | --- | ----- |
| Férfi egyéni | Berczik Zoltán Vasútépítő Törekvés                                     |       | Péterfy Miklós Bp. Vörös Meteor                                 |       | Sándor János BEACFöldy László Bp. Vörös Meteor                                                                           |       |
| Női egyéni   | Földyné Kóczián Éva Bp. Vörös Meteor                                   |       | Kerekes Imréné Bp. Vörös Meteor                                 |       | Szarvas Miklósné VM KözértLukács Attiláné Ferencvárosi TC                                                                |       |
| Férfi páros  | Sidó Ferenc, Berczik Zoltán Bp. Vörös Meteor, Vasútépítő Törekvés      |       | Faházi János, Harcsár István Betonút SK, VM Közért              |       | Földy László, Pusztai László Bp. Vörös Meteor, Bp. SpartacusSemsei Sándor, Burányi Pál Sztálinvárosi Kohász, Győri Dózsa |       |
| Női páros    | Földyné Kóczián Éva, Lukács Attiláné Bp. Vörös Meteor, Ferencvárosi TC |       | Kerekes Imréné, Faludi Júlia Bp. Vörös Meteor, Földgép SK       |       | Fóris Mihályné, Polgári Józsefné Pénzügyőrök SESzarvas Miklósné, Hevesi Erzsébet VM Közért, Földgép SK                   |       |
| Vegyes páros | Sidó Ferenc, Földyné Kóczián Éva Bp. Vörös Meteor                      |       | Földy László, Lukács Attiláné Bp. Vörös Meteor, Ferencvárosi TC |       | Harcsár István, Szarvas Miklósné VM KözértPéterfy Miklós, Grigássy Enikő Bp. Vörös Meteor, Miskolci MTE                  |       |